# Hyperréalisme

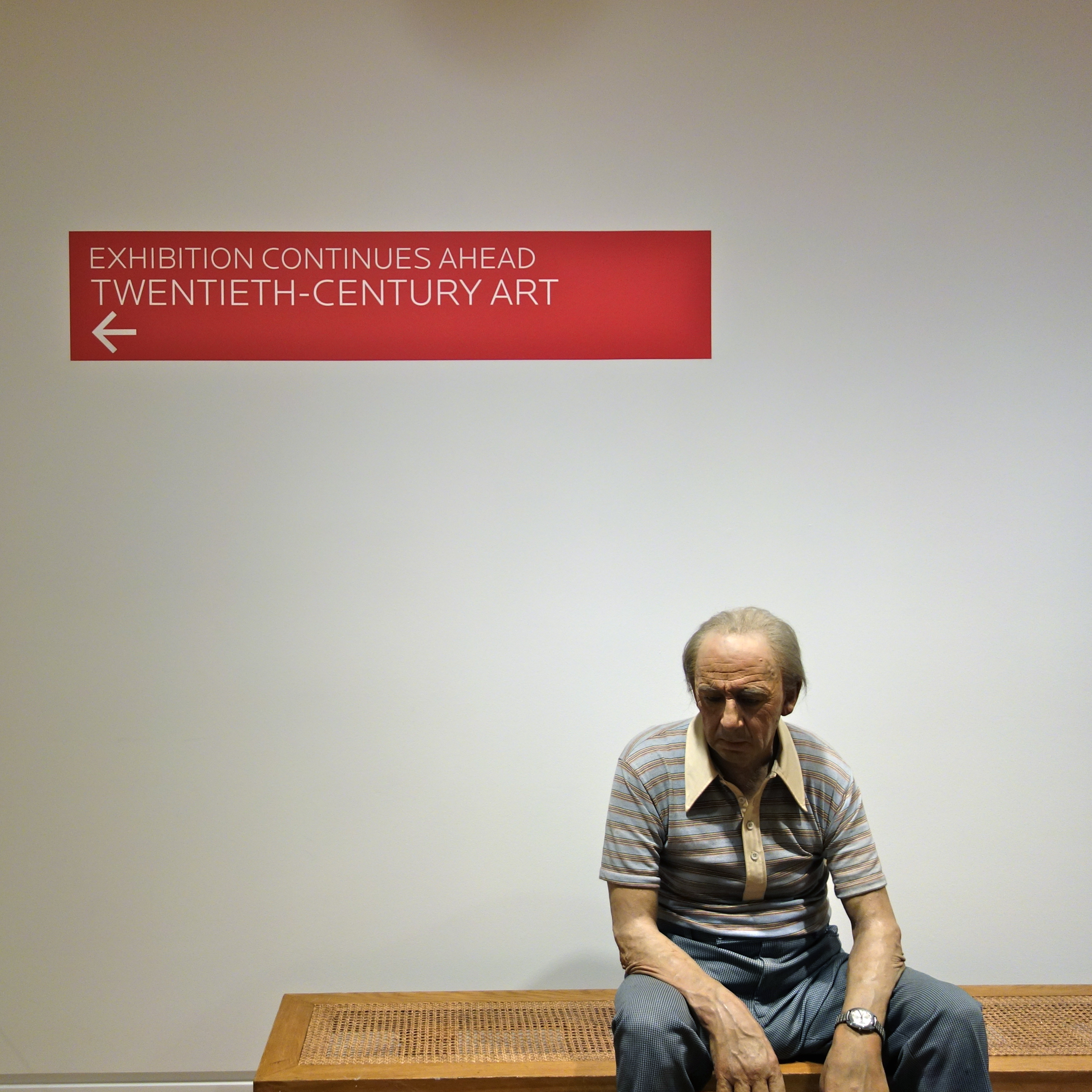
Sculpture hyperéaliste d'un homme assis sur un banc réalisée par Duane Hanson

L’hyperréalisme est un mouvement artistique pictural  du dernier quart du XXe siècle consistant en la reproduction à l'identique d'une image en peinture ou en sculpture, tellement réaliste que le spectateur vient à se demander si la nature de l'œuvre artistique est une peinture ou une photographie. La première exposition en Europe a eu lieu à la Galerie des Quatre Mouvements à Paris en 1972, avec un catalogue illustré.

## Historique
Le mot français Hyperréalisme et tous ses dérivés viennent du marchand d'art belge Isy Brachot III, qui l'a employé comme titre d'une grande exposition et d'un catalogue dans sa galerie d’art à Bruxelles en 1973,.
L'exposition était dominée par des photoréalistes américains tels que Ralph Goings, Chuck Close, Don Eddy, Robert Bechtle et Richard McLean ; mais elle comprenait également des artistes européens influents tels que Domenico Gnoli, Gerhard Richter, Konrad Klapheck et Roland Delcol.
Depuis lors, le terme « hyperréalisme »  est utilisé par les marchands et les artistes pour désigner les peintres influencés par les photoréalistes.
À la suite de l'Expressionnisme abstrait, qui voulait arriver à une expression de l'artiste grâce à la peinture gestuelle (Action Painting) et en s'appuyant sur le hasard, et qui donnait des peintures abstraites aux consommations gigantesques, et à celle du Pop Art, qui récupérait les images de la publicité et de la société de consommation, l'Hyperréalisme suivit la voie de ce dernier et s'opposa parfois au premier. L'influence de la photographie dans le mouvement hyperréaliste est également majeure. Les peintures hyperréalistes montrent des scènes de la vie courante, des portraits… Mais, il y a plusieurs hypothèses : l'une qui considère que l'Hyperréalisme n'est qu'une émanation du Pop art, parce qu'il utilise comme lui des symboles populaires, l'autre qui voit dans l'Hyperréalisme une rupture d'avec l'Abstraction, en faisant ressurgir la figuration.

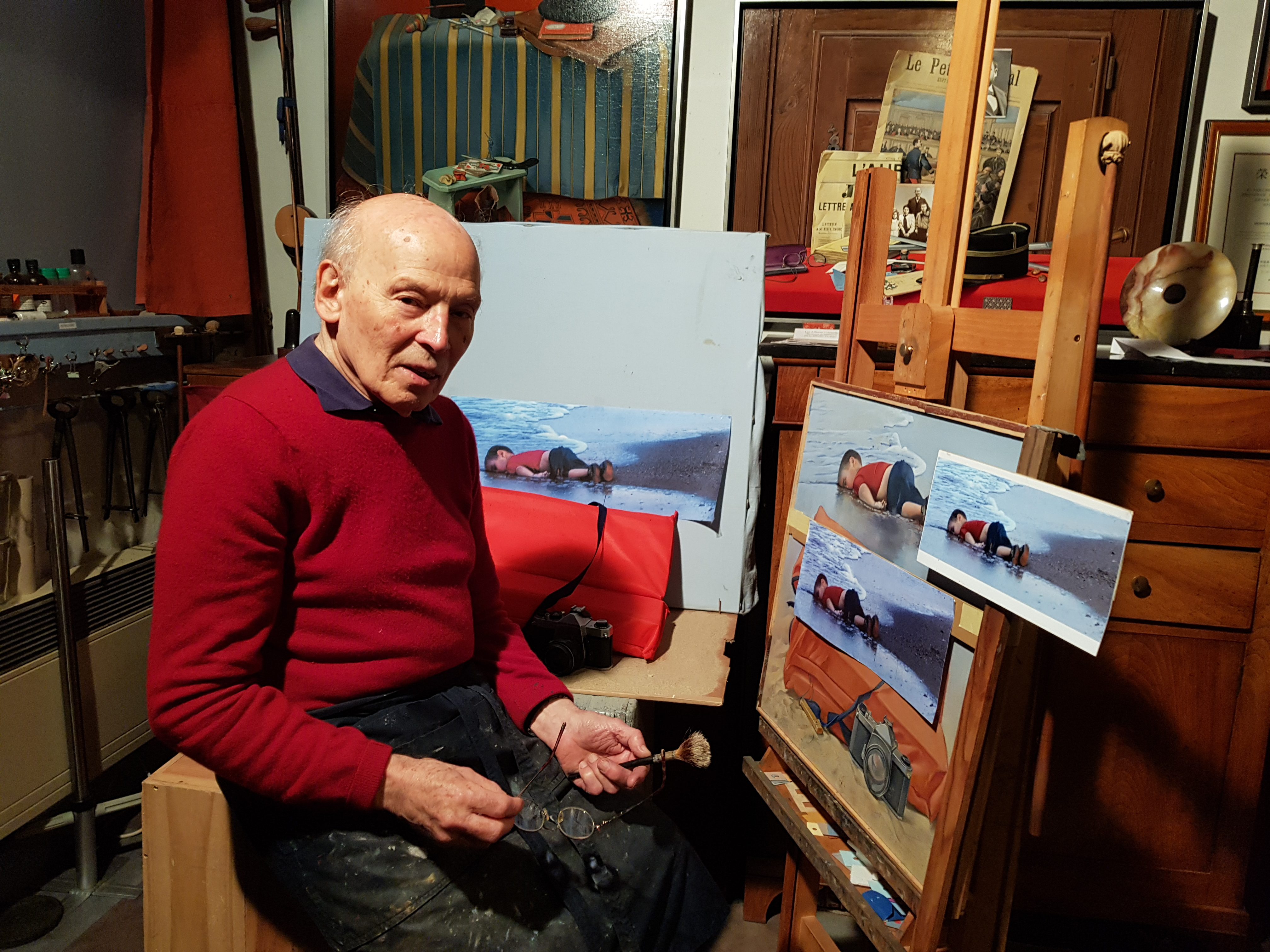
Claude Yvel, en 2018

Les artistes utilisaient des sources diverses telles que des photos de magazines ou des photographies personnelles comme modèle de leur peinture. Pour la reproduire les peintres soit projetaient à l'aide d'un rétroprojecteur l'image sur leur toile et ensuite peignaient en fonction de ce qu'ils voyaient, soit imprimaient sur grand format une photo et peignaient directement sur la photo, soit utilisaient la technique de « mise au carreau ».
La photographie ne devait pas être source d'émotion. Les peintres hyperréalistes recherchent la neutralité, ils n'ont pas pour but de dénoncer quoi que ce soit, ils montrent le monde de manière objective, en font le simple objet.
Pour un maximum de réalisme, ces sculptures sont parfois directement moulées sur des modèles vivants.
Supermarket Lady, de Duane Hanson, est une sculpture hyperréaliste.
|                                                |
| Sculpture d'Audrey Flack à la Nouvelle-Orléans |

|                                                         |
| Sacramento Airport, huile sur toile, 1970, Ralph Goings |

|                                                                                |
| Archange Michel et Sylvie, acrylique et huile sur toile, 1990, Andrey Lekarski |

|                               |
| Autoportrait de Serge Lemonde |

|                                     |
| Motel Office, 1985, Guerrino Boatto |

## Principaux artistes

### Peinture
- Charles Bell (américain)
  - Gumball XV (1973)
- Guerrino Boatto (italien)
- François Bricq (français)
- Vija Celmins
- Chuck Close
- Roland Delcol
- Pierre Didier (français)
- Don Eddy
- Richard Estes
  - Telephone Booths (1967)
- Audrey Flack
- Franz Gertsch
- Antonio López García
- Ralph Goings
- Jean Olivier, dit Hucleux (français)
- Andrey Lekarski (franco-bulgare)
- Serge Lemonde (canadien)
- Jean-Claude Meynard (français)
- Malcolm Morley
- Étienne Sandorfi
- Gérard Schlosser (français)
- Bruno Schmeltz
- Claude Yvel
- Laurent Torregrossa, dit LO (franco-canadien), (1964- )
- Norman Rockwell (précurseur)
- David Hockney
- Javier Arizabalo, (franco-espagnol), (1965- )

### Sculpture
- John de Andrea
- Carole Feuerman
- Duane Hanson
- Ron Mueck
- Sam Jinks
- Tip Toland